# NS R-net FLIRT
De NS R-Net Flirt betreft een serie van zes treinstellen van het type Stadler Flirt 3 van de NS die via dochteronderneming Abellio Rail zijn besteld. De stellen zijn aangeschaft voor inzet op de spoorlijn Gouda - Alphen aan den Rijn. De treinstellen zijn eigendom van NS Reizigers, maar vormen een aparte deelserie, naast de Flirt-stellen voor het Hoofdrailnet.
De FLIRT (acroniem voor Flinker Leichter Innovativer Regionaltriebzug) is afgeleid van de Stadler GTW, met als belangrijkste verschil dat de aandrijfeenheden zich bij de FLIRT achter de cabines bevinden (i.p.v. in een aparte motorwagen). Dit treintype wordt gekenmerkt door licht en ruimte in het interieur door het gebruik van jacobsdraaistellen gecombineerd met brede open bakovergangen en een lage vloer. De lage vloer in combinatie met een uitschuifbare treeplank maakt het treinstel gemakkelijker toegankelijk voor personen met een fysieke beperking. Door het lage gewicht van het treinstel in combinatie met een hoog aanzetkoppel is het uitermate geschikt voor treindiensten met veel stops en korte haltetijden.

## Geschiedenis
De treinstellen zijn aangeschaft na de gunning van de concessie Treindienst Alphen aan den Rijn – Gouda voor de periode 2016-2031. De stellen zijn besteld via een order van de Duitse NS-dochteronderneming Abellio Rail NRW. Het gaat hier om min of meer standaard treinstellen die daardoor relatief snel geleverd konden worden. De treinstellen zijn gebouwd in de hoofdvestiging van Stadler, in de Zwitserse plaats Bussnang.
Op 3 december 2015 werd het eerste treinstel, met treinstelnummer 2010, in Nederland afgeleverd. In 2016 volgden de overige vijf treinstellen. Tussen januari 2016 en december 2016 werden er diverse testritten op het Nederlandse spoor gedaan, waarbij ook tevens het treinpersoneel ervaring op kon doen met deze treinstellen.

## Ontwerp en bouw
De Flirt-treinstellen bestaan uit twee rijtuigen die bij de bakovergangen opgelegd zijn op jacobsdraaistellen. Door het gebruik van een jacobsdraaistel is de bakovergang kort en breed, wat zorgt voor een grote mate van transparantie. Hierdoor hebben deze treinstellen brede bakovergangen en een lage vloer, zoals ook gebruikelijk is bij metro's en trams. Het ruime zicht door het gehele treinstel in combinatie met de aanwezige camera's heeft de bedoeling een gevoel van veiligheid op te leveren. De vloerhoogte is met 780 mm precies gelijk aan de hoogte van de meeste perrons.
Van binnen ontbreken dwars-/kopwanden en tussendeuren, alleen de eerste en tweede klas worden door glazen deuren en tussenwanden van elkaar gescheiden. De treinstellen zijn onder andere voorzien van airconditioning, een reizigersinformatiesysteem met TFT-displays en automatische omroep, (beveiligings)camera's en een noodoproepsysteem waarmee na bediening van de reizigersnoodrem akoestisch contact met de machinist mogelijk is. De R-net FLIRT is in tegenstelling tot de reguliere NS FLIRT voorzien van inklapbare buitenspiegels (net als bij de Arriva FLIRT) en zandstrooiers. Ook ontbreken de buitendeuren van de cabine.
De treinstellen zijn voorzien van ATB-EG fase 4 en ATB-Vv.

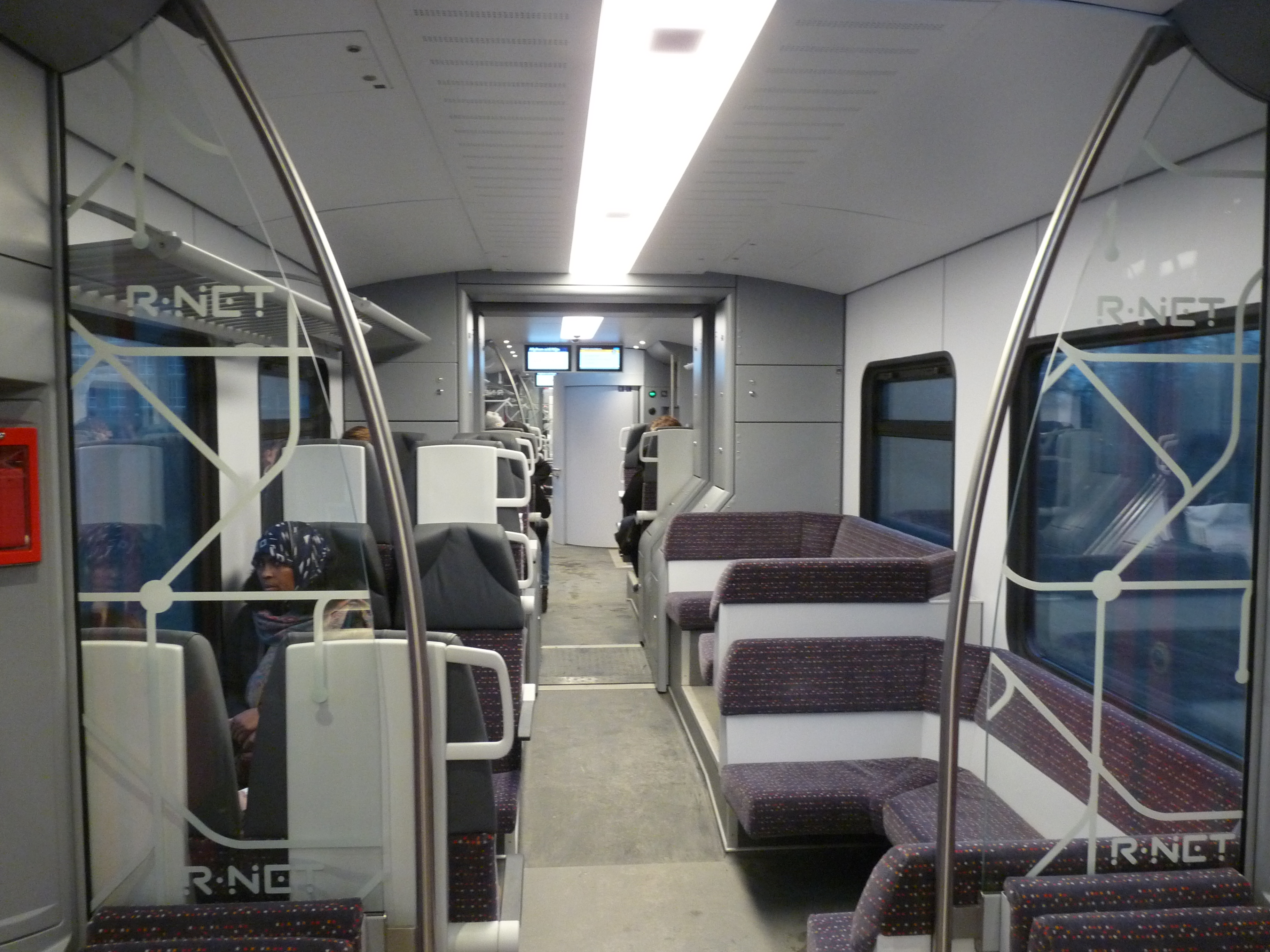
Blik op het interieur met rechts loungebanken.

### Interieur
Reizigers hebben onder meer toegang tot usb-oplaadpunten voor het opladen van mobiele apparaten, stopcontacten, en een gratis toegankelijk wifi-netwerk. Verder zijn de treinstellen voorzien van een lage vloer, uitschuiftreden en een rolstoeltoegankelijk toilet om het reizen voor mensen met een fysieke beperking makkelijker te maken. In de treinstellen bevinden zich eerste en tweede klas afdelingen, een lounge en een ruimte voor het opstellen van fietsen. De eerste klas kenmerkt zich door het gebruik van lederen stoelen en een tapijtvloer. De stoelen zijn van het type Sophia, en zijn gebouwd door het Spaanse Fainsa. In de daluren en zomermaanden kunnen reizigers gratis hun fiets meenemen.
Aangezien de treindienst over de spoorlijn Gouda - Alphen aan den Rijn deel uitmaakt van het R-net, zijn de stellen geleverd in de R-net-huisstijl. Dit weerspiegelt zich in het grijs/rode uiterlijk en de specifieke interieurkenmerken, zoals het patroon van de stoelbekleding en de signalering aan boord.

## Inzet
De treinstellen worden sinds 11 december 2016 planmatig ingezet in de reizigerdienst op de spoorlijn Gouda - Alphen aan den Rijn.
| Serie | Treinsoort    | Route                   | Bijzonderheden |
| ----- | ------------- | ----------------------- | --- |
| 8600  | Sprinter (NS) | Alphen a/d Rijn – Gouda | Rijdt onder de formule van R-net. Vormt een kwartierdienst met de serie 8700 (Behalve 's avonds en in het weekend).   |
| 8700  | Sprinter (NS) | Alphen a/d Rijn – Gouda | Rijdt onder de formule van R-net. Rijdt niet 's avonds en in het weekend. Vormt een kwartierdienst met de serie 8600. |

## Galerij

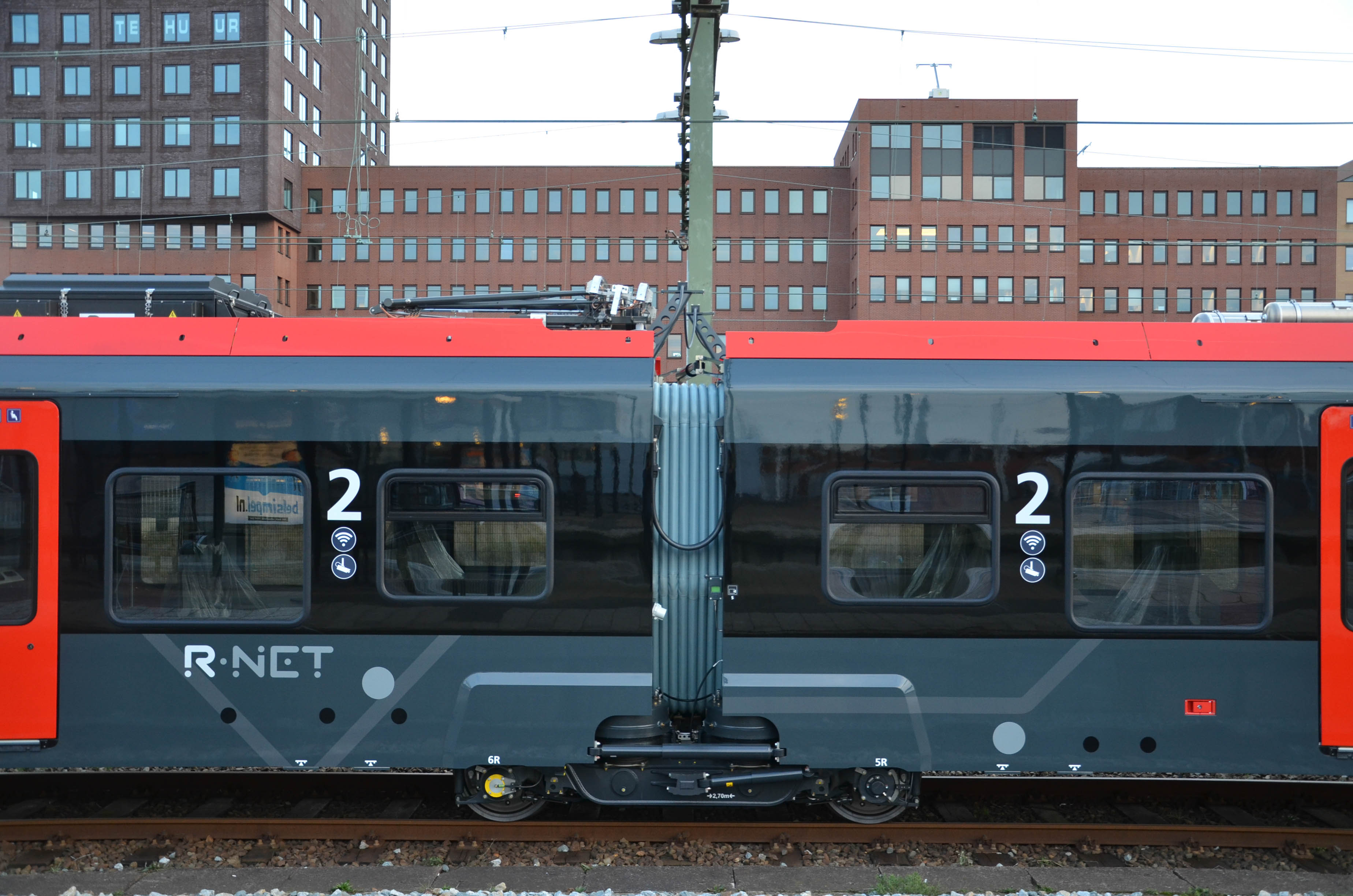
Zijaanzicht van Flirt-treinstel met Jacobsdraaistel. Den Haag HS; 25 januari 2016.
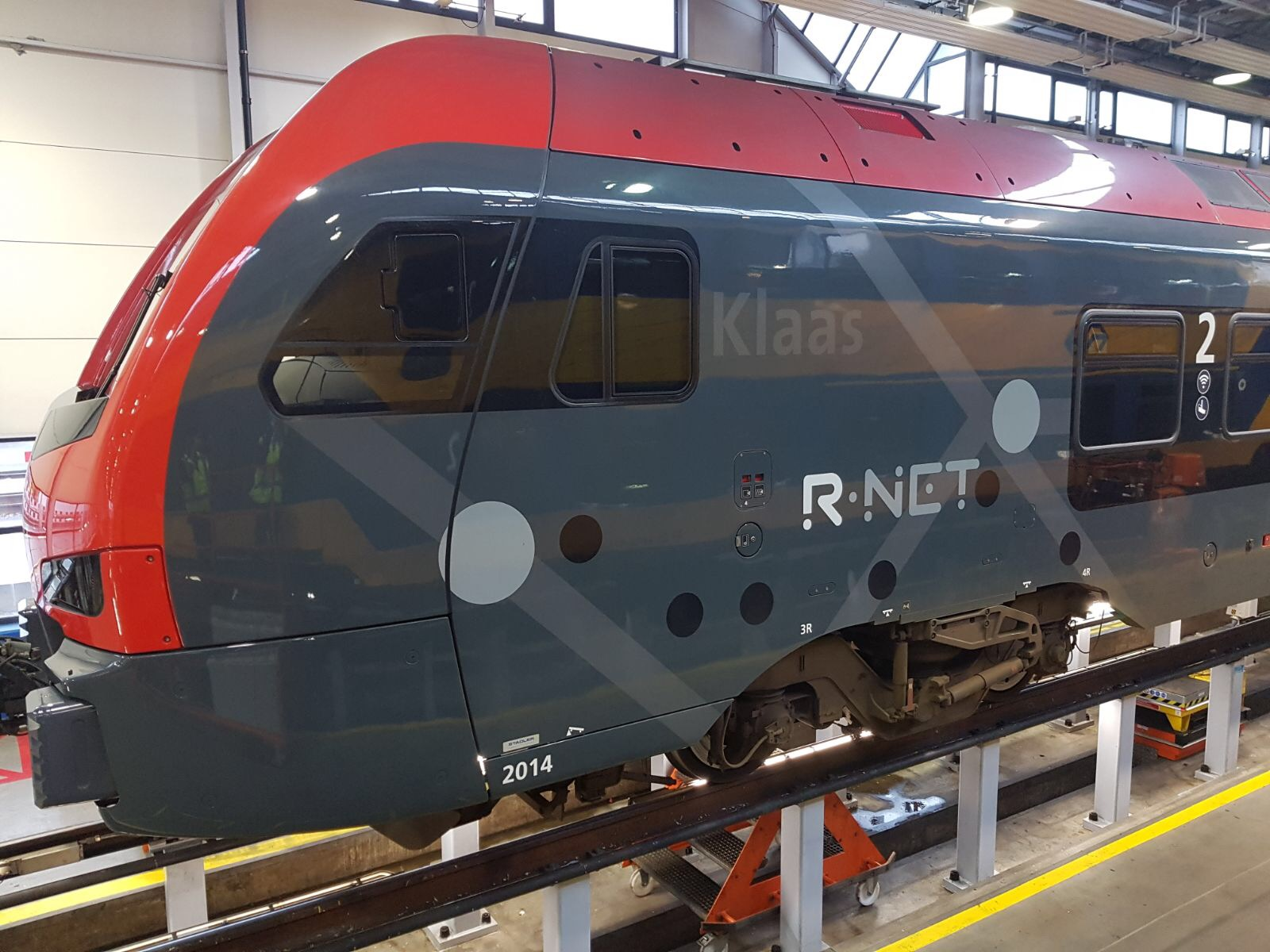
NSR R-Net flirt 2014 "Klaas".
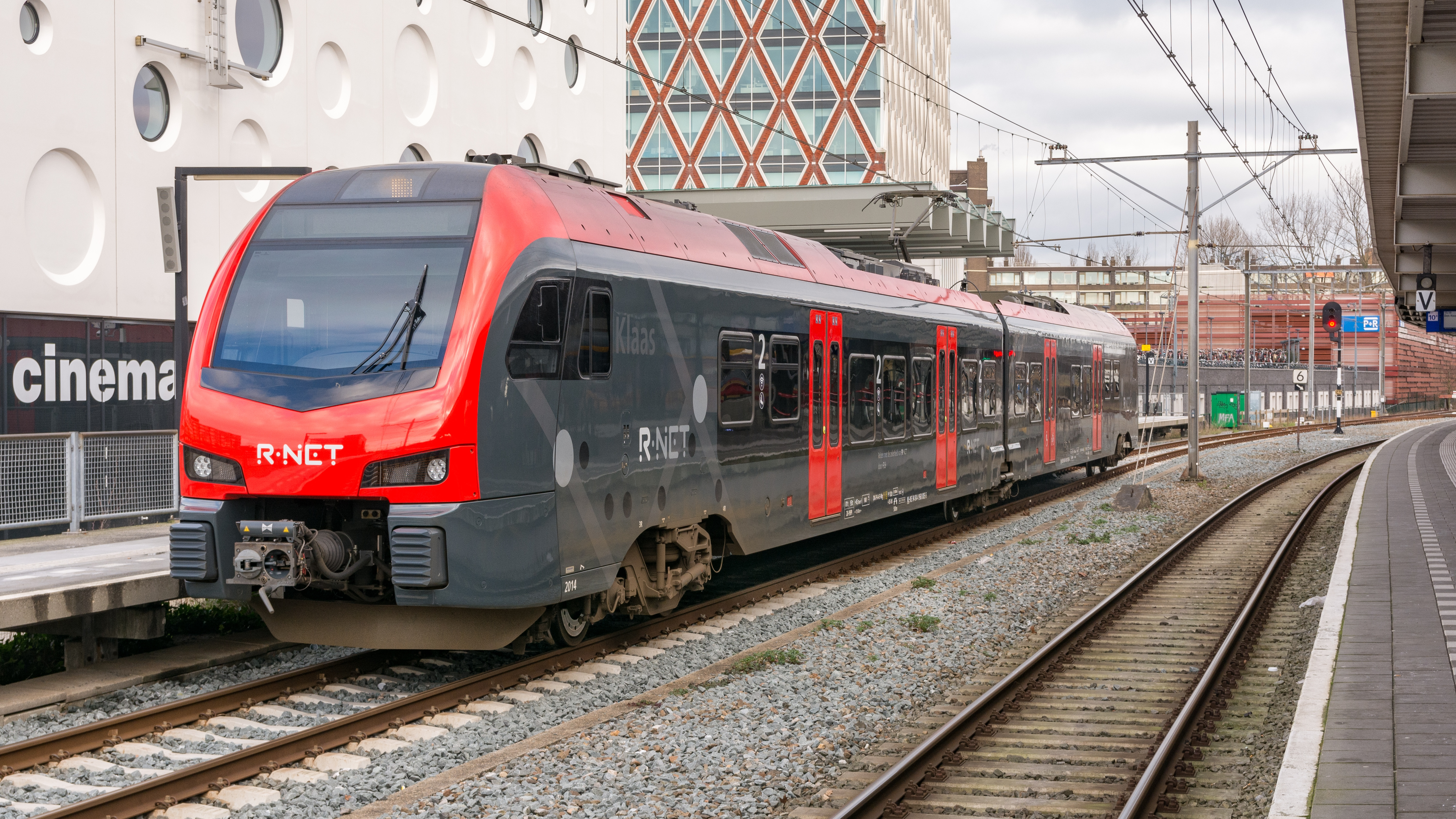
R-net FLIRT op station Gouda
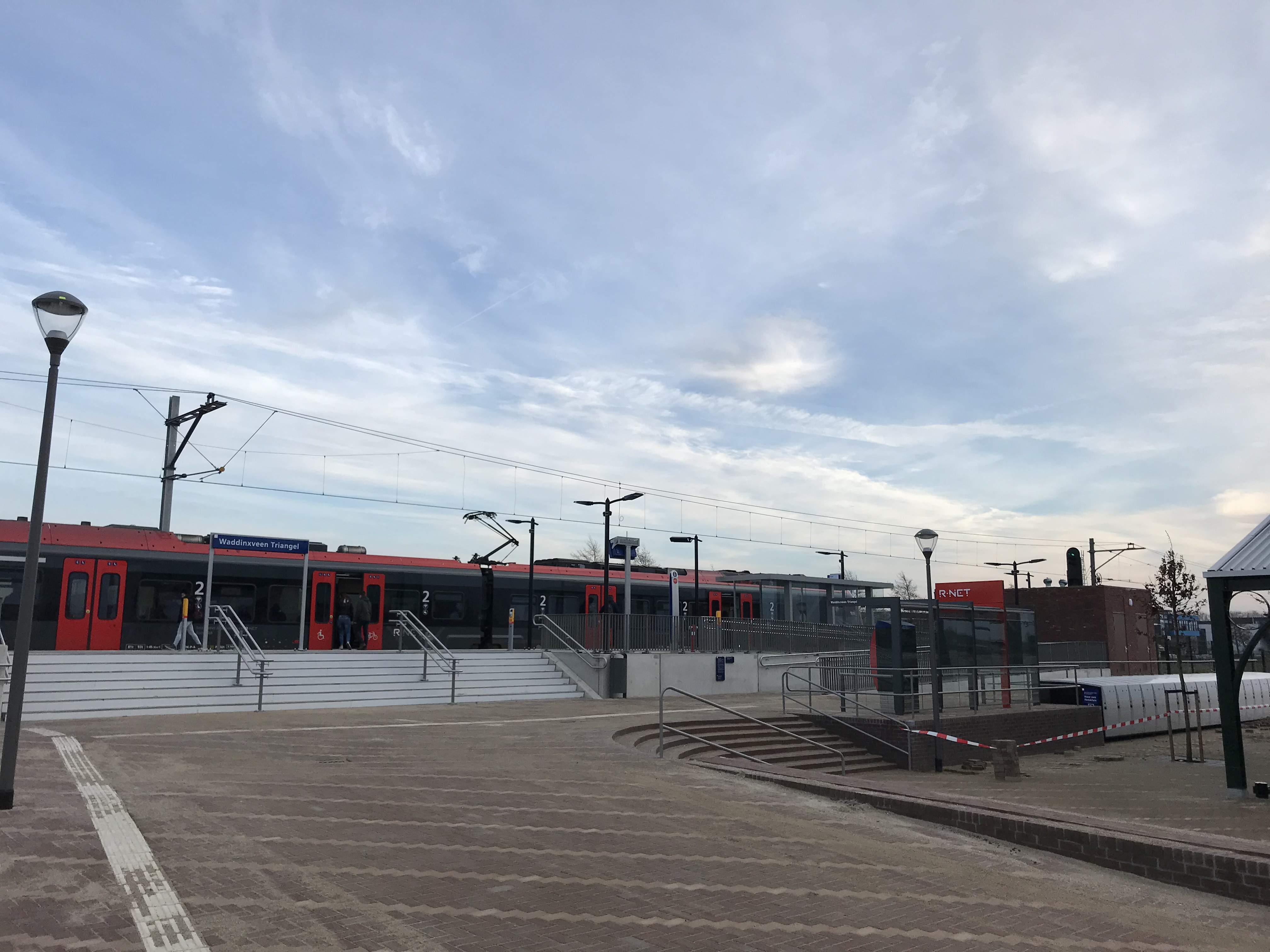
R-Net Flirt 3 op het nieuwe station Waddinxveen Triangel.
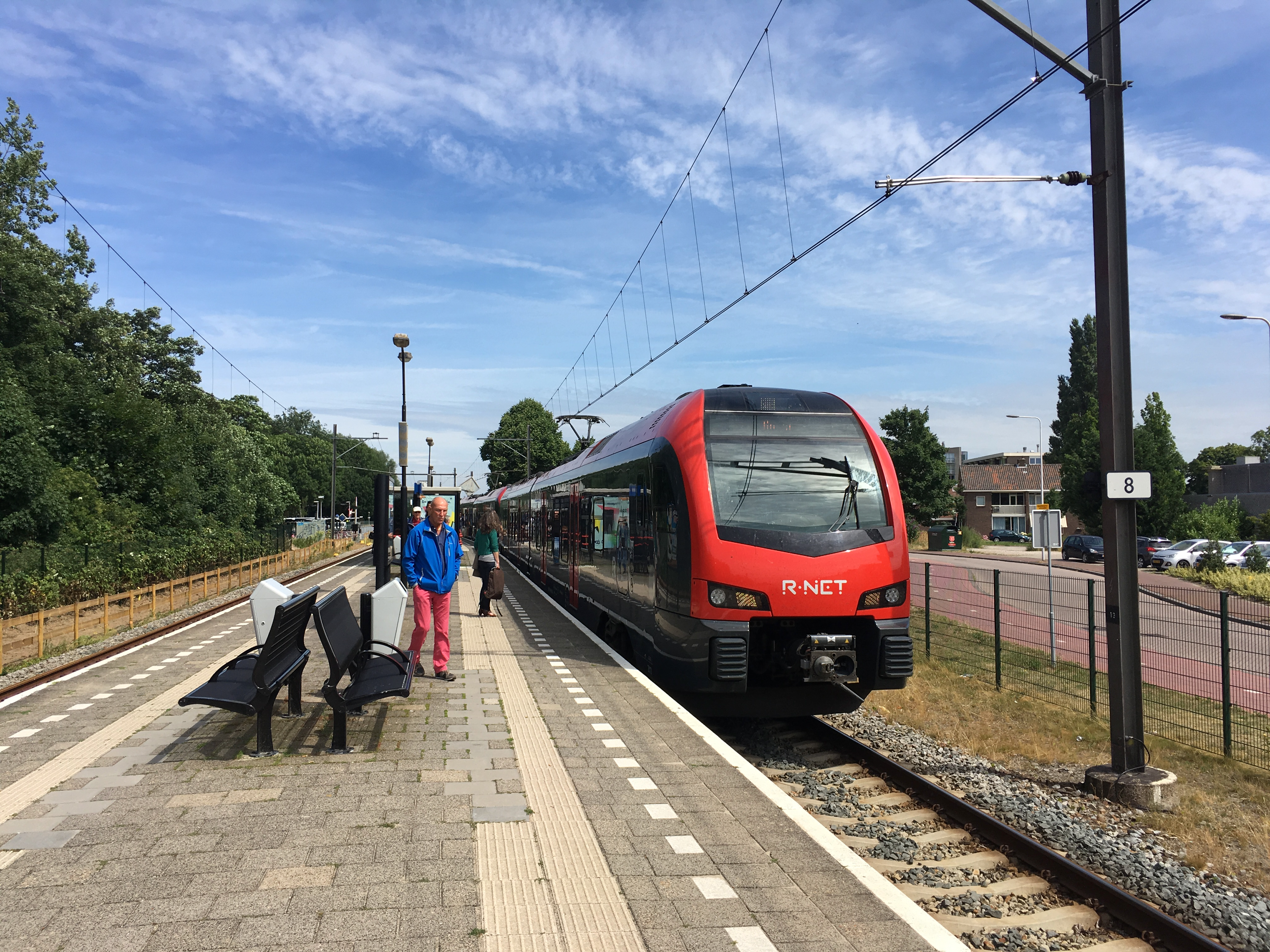
Station Waddinxveen. De R-Net Flirt 3 stopt om door te rijden naar eindpunt Gouda.